# 미세다니정
미세다니정(三瀬谷町)은 일본 미에현 다키군에 설치되었던 정이다. 현재의 오다이정의 동부에 해당한다.